# Junulara E-Semajno
Международная эсперанто-неделя (эсп. Junulara E-Semajno, JES) — новогодняя молодёжная эсперанто-встреча, организуемая Польской и Немецкой молодёжными эсперанто-организациями. Первый JES произошёл в новогоднюю неделю с 2009 по 2010 год в Закопане. Второй JES — с 2010 по 2011 год в Бурге (Шпревальд).
JES было создано путём слияния двух предновогодних молодёжных эсперанто-встреч — польской Недели действий (AS) и немецкого Международного семинара (IS). Сезон 2008/2009 стал для обоих мероприятий последним: для IS это был 52-й сезон, для AS — 7-й. Согласно идеи организаторов JES будет проходить ежегодно в течение одной недели в разных местах Центральной Европы.

## Название
Букву «Е» в аббревиатуре JES принято расшифровывать как «эсперанто», но, по-аналогии с E@I, также может символизировать Европу и образование (эсп. Edukado). Поэтому более полным по смыслу будет использование названия Junulara E-Semajno, вместо Junulara Esperanto-Semajno. Кроме того «JES» — это утвердительная частица на эсперанто, т.е. русское «Да».
Существует и альтернативное название JES — OS как прямой намёк на её предшественников: IS и AS. На эсперанто «is» — окончание глагола прошедшего времени, «as» — настоящего времени, «os» — будущего времени.

## История
| JES | Год     | Город       | Страна   | Количество участников |
| --- | ------- | ----------- | -------- | --------------------- |
| 10  | 2018/19 | Шторков     | Германия |                       |
| 9   | 2017/18 | Щецин       | Польша   |                       |
| 8   | 2016/17 | Лангведель  | Германия |                       |
| 7   | 2015/16 | Эгер        | Венгрия  |                       |
| 6   | 2014/15 | Вайсвассер  | Германия |                       |
| 5   | 2013/14 | Щавно-Здруй | Польша   | 185                   |
| 4   | 2012/13 | Наумбург    | Германия | 258                   |
| 3   | 2011/12 | Гданьск     | Польша   | 160                   |
| 2   | 2010/11 | Бург        | Германия | 252                   |
| 1   | 2009/10 | Закопане    | Польша   | ок. 250               |